# Whitfield (comté de Santa Rosa, Floride)
Pour les articles homonymes, voir Whitfield.
Whitfield est une census-designated place du comté de Santa Rosa, dans l'État de Floride, aux États-Unis,. En 2020, elle compte une population de 312 habitants.